# Ravenstone Castle

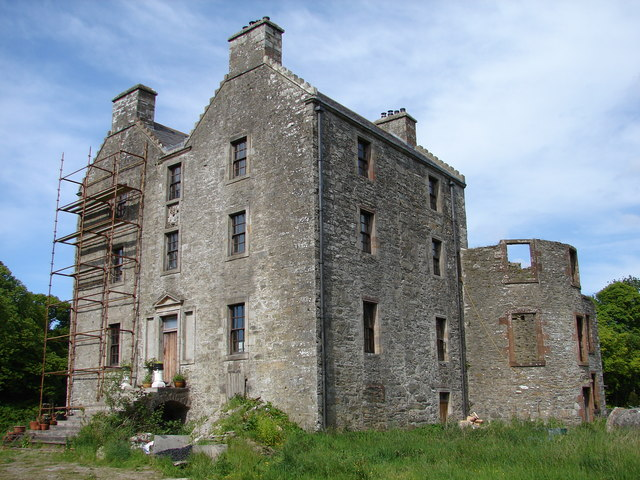
Ravenstone Castle

Ravenstone Castle ist ein Tower House nahe der schottischen Ortschaft Sorbie in der Council Area Dumfries and Galloway. 1972 wurde das Bauwerk in die schottischen Denkmallisten in der höchsten Denkmalkategorie A aufgenommen.

## Geschichte
Kurz nach 1455 wurde am Standort ein Gebäude erwähnt. Im 16. Jahrhundert entstand ein Tower House mit L-förmigem Grundriss, das 1585 als Lochtoun oder Remistoun bezeichnet wurde. In der zweiten Hälfte des 17. Jahrhunderts wurde der Wehrturm erweitert. Nach weiteren Anbauten im frühen 19. Jahrhundert entstand ein Herrenhaus, das um 1875 erneuert erweitert wurde.
Im 20. Jahrhundert befand sich das leerstehende Bauwerk in ruinösem Zustand, sodass 1978 eine Abrissgenehmigung beantragt wurde, die jedoch nicht gewährt wurde. 1992 wurde es in das Register für gefährdete denkmalgeschützte Bauwerke in Schottland aufgenommen. In den 1980er Jahren erwarb eine Privatperson Ravenstone Castle und begann im folgenden Jahrzehnt mit der Restaurierung, die bis in die 2010er Jahre andauert.

## Beschreibung
Ravenstone Castle liegt isoliert rund 3,5 Kilometer südwestlich von Sorbie. Das vierstöckige Bauwerk besteht aus zwei parallel verlaufenden, länglichen Gebäudeteilen. Im Osten schließen sie mit einem Riegel mit abgerundeten Seiten ab, von dem ein weiterer Flügel abgeht. Das Mauerwerk des 14,8 m × 11 m messenden Hauptgebäudes besteht aus Bruchstein. Das über eine Vortreppe zugängliche Hauptportal mit bekrönendem Dreiecksgiebel befindet sich mittig an der drei Achsen weiten Westfassade. Die beiden abschließenden Giebel sind als Staffelgiebel mit giebelständigen Kaminen gestaltet.
An der Nordseite von Ravenstone Castle sind die ursprünglichen Schlitzfenster sowie eine weite Schießscharte aus dem 16. Jahrhundert noch teilweise erhalten. Sämtliche Fensteröffnungen am abgerundeten Anbau aus dem 19. Jahrhundert sind mit polierten roten Sandsteinfaschen gestaltet. Nachdem 1988 mit Ausnahme des Gewölbekellers sämtliche Böden und Dächer zerstört waren, war Ravenstone Castle 2014 bereits teilweise wieder bewohnbar.